# Synedoida grandirena
Synedoida grandirena là một loài bướm đêm trong họ Erebidae.